# 1964年東京オリンピックの韓国選手団
1964年東京オリンピックの韓国選手団（1964ねんとうきょうオリンピックのかんこくせんしゅだん）は、1964年10月10日から10月24日にかけて日本の首都東京で開催された1964年東京オリンピックの韓国選手団、およびその競技結果。

## 概要
今大会は銀メダル2個、銅メダル1個の合計3個のメダルを獲得した。

## メダル
| メダル | 選手名 | 競技       | 種目                       |
| ------ | ------ | ---------- | -------------------------- |
| 銀     | 鄭申朝 | ボクシング | 男子バンタム級             |
| 銀     | 張昌宣 | レスリング | 男子フリースタイルフライ級 |
| 銅     | 金義泰 | 柔道       | 男子80kg以下級             |